# Loisne
La Loisne est une rivière française du département du Pas-de-Calais. C'est un affluent de la Lawe et donc un sous-affluent de l'Escaut par la Lys.

## Géographie
La longueur du cours d'eau est de 28 km.
La Loisne prend sa source à Hersin-Coupigny (Pas-de-Calais), traverse les territoires des communes de Nœux-les-Mines, Verquigneul, Labourse, Beuvry, Richebourg, La Couture et se jette dans la Lawe à Vieille-Chapelle.
Le canal d'Aire coupe son bassin versant en deux entités distinctes : les eaux du bassin amont dont le bassin versant est de 31 km2 alimentent le canal à grand gabarit, celles de l'aval partent dans la Lawe.